# Tylodina perversa
Tylodina perversa is een slakkensoort uit de familie van de Tylodinidae. De wetenschappelijke naam van de soort is voor het eerst geldig gepubliceerd in 1791 door Gmelin.
De slakkensoort komt voor langs de Atlantische Kust van Zuid-Europa. Hij leeft op sponzen die dezelfde geelbruine kleur hebben als hijzelf.